# Mira B

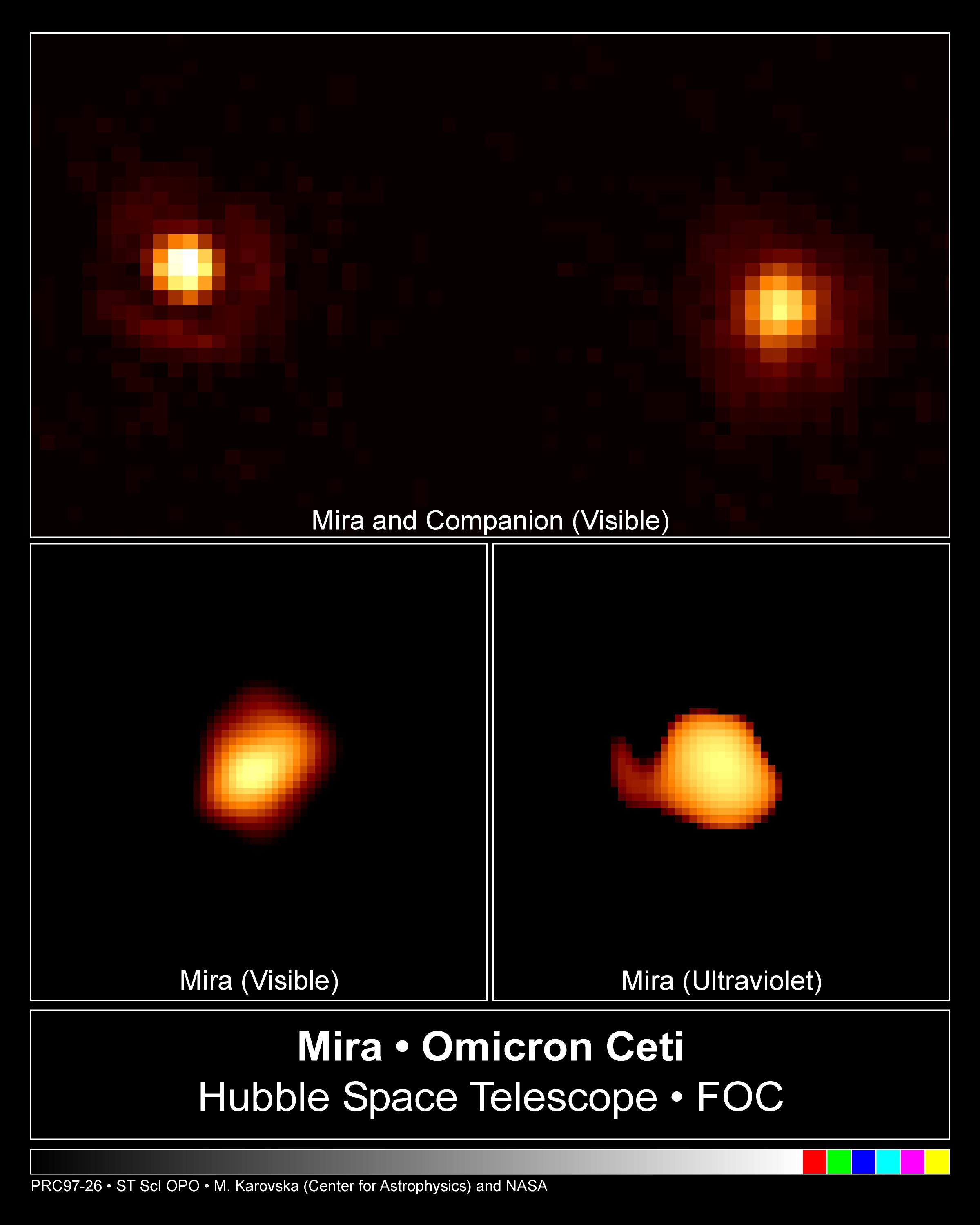
Images de la géante rouge Mira A (à droite), officiellement Omicron Ceti, et de son compagnon (à gauche), prises par le télescope spatial Hubble à l'aide de la Caméra pour objets faiblement lumineux, le 11 décembre 1995.

Mira B, également nommée VZ Ceti, est l'étoile compagne de l'étoile variable Mira. Soupçonnée dès 1918, son existence fut confirmée visuellement en 1923 par Robert Grant Aitken. Depuis, elle a été observée plus ou moins en permanence, par exemple récemment par l'observatoire pour rayons X Chandra. Son orbite autour de Mira est mal connue, l'estimation la plus récente figurant dans le Sixième Catalogue d'orbites d'étoiles binaires visuelles donnant une période orbitale d'environ 500 ans, avec un périastre autour de l'an 2285. En supposant que la distance dans le catalogue Hipparcos et que l'orbite sont correctes, Mira A et B sont séparées par une distance moyenne de 100 unités astronomiques.
On sait depuis longtemps que Mira B varie de façon erratique. Ses fluctuations semblent être liées à l'accrétion de matière du vent stellaire de Mira, ce qui en fait une étoile symbiotique.

## Recherche actuelle
En janvier 2007, des astronomes de l'Observatoire Keck ont annoncé la découverte d'un disque protoplanétaire autour de Mira B. Découvert grâce à des données infrarouges, le disque est apparemment issu de matériel capturé à Mira elle-même ; Mira B accrète de l'ordre de un pour cent de la matière perdue par son primaire. Bien que la formation planétaire semble peu probable tant que le disque est en accrétion active, il est possible qu'elle se mette en marche une fois que Mira A aura terminé sa phase de géante rouge et sera devenue une naine blanche.
Ces nouvelles données suggéraient que Mira B était en réalité une étoile de la séquence principale de type spectral K et d'à peu près 0,7 masse solaire, plutôt qu'une naine blanche comme d'abord envisagé. Cependant, en 2010, une analyse des variations rapides de sa luminosité en optique indiquèrent que Mira B est bel et bien une naine blanche.